# Pittsville (Wisconsin)
Pittsville – miasto w Stanach Zjednoczonych, w stanie Wisconsin, w hrabstwie Wood.